# Tarta Bakewell
La tarta Bakewell es un pastel de pasta brisa con una capa de mermelada y un relleno esponjoso de almendra. Por otro lado, el budín Bakewell es un pastel quebradizo, con una capa de mermelada y huevo y un relleno de almendra. La tarta se cubre con una capa de fondant. Solo el budín surgió en la ciudad de Bakewell, en el condado de Derbyshire (Inglaterra).

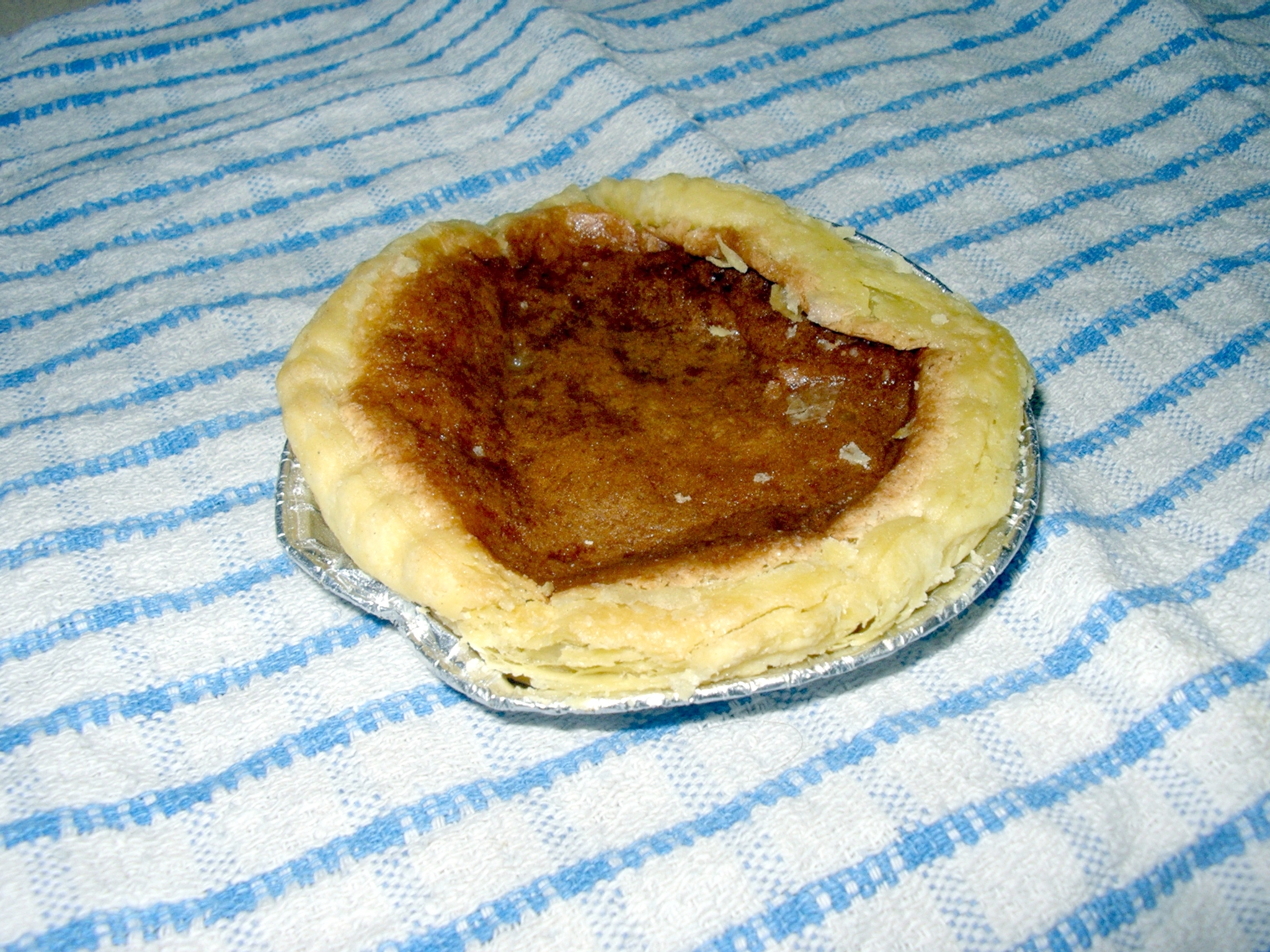
Un budín Bakewell.

## Historia
Los orígenes del budín no están claros, si bien suele aceptarse la historia de que fue elaborado por primera vez accidentalmente en 1820, cuando la dueña del White Horse Inn (ahora llamado Rutland Arms) dejó instrucciones a su cocinero para que le hiciera una tarta de mermelada. Éste, en lugar de remover la mezcla de huevos y pasta de almendra dentro de la tarta, la untó encima de la mermelada. Al hornearse, la pasta de huevo y almendra quedó parecida a una crema de huevo en textura y el resultado tuvo el suficiente éxito como para convertirse en un plato popular de la posada. El budín Bakewell es exclusivo de Bakewell, siendo la tarta Bakewell un dulce completamente diferente, tanto en apariencia como en sabor y textura. El nombre bakewell tart procede del hecho de que se hornea bien (bake well en inglés). Se hacen en panaderías industriales más grandes, normalmente con un glaseado de azúcar encima, habiendo difundido el nombre.

### Puntos de venta
Dos tiendas de Bakewell venden lo que ambas afirman se trata de la receta original: The Bakewell Tart Shop & Coffee House vende una «tarta Bakewell», mientras The Old Original Bakewell Pudding Shop vende un «budín Bakewell».

## Tarta
La receta de la tarta consiste en una capa de pasta brisa untada con mermelada y cubierta con un relleno parecido a bizcocho y enriquecido con almendras picadas (al que se conoce como frangipane). También puede cubrirse con frutos secos, tales como almendras y cacahuetes. También se producen sabores alternativos, como grosella, fresa y manzana.
Una tarta Bakewell de cereza es una variante en la que el frangipane se cubre con una capa de glaseado con sabor a almendra y media cereza confitada.
Abundan las recetas, como por ejemplo las recogidas por Eliza Acton (1845) y Mrs Beeton (1861), pueden encontrarse versiones comerciales en la mayoría de pastelerías y supermercados británicos actuales. El nombre se hizo popular solo en el siglo XX.

## Budín
Esta receta sigue usándose en The Old Original Bakewell Pudding Shop y consiste en una base de hojaldre con una capa de mermelada, cubierta con un relleno de huevo (no necesita corteza), azúcar, mantequilla y glaseado con sabor a almendra.

## Chupito de cereza Bakewell
El Cherry Bakewell Shooter (‘chupito de cereza Bakewell’) es una popular bebida alcohólica hecha con amaretto, licor de cereza y Baileys. Un barista experto es capaz de disponer los ingredientes en capas vertiendo los distintos licores sobre la trasera de una cuchara helada. El nombre procede de la similitud en sabor de la ya mencionada tarta Bakewell de cereza.